# レモン・インセスト
「レモン・インセスト」（Lemon Incest）は、セルジュ・ゲンスブールが1984年に発表した楽曲。セルジュの娘シャルロット・ゲンスブールとのデュエット曲で、1985年に2人の連名によるシングルとして発売された。

## 解説
セルジュ・ゲンスブール名義のアルバム『ラヴ・オン・ザ・ビート』（1984年）からのシングル・カットで、カップリング曲も同アルバム収録曲。フレデリック・ショパンの「練習曲第3番」を元にして、セルジュが近親相姦を連想させる歌詞をつけた楽曲。録音当時13歳だった娘のシャルロットとのデュエットで歌われ、シャルロットにとっては歌手デビュー曲となった。
本作のミュージック・ビデオでは、セルジュが上半身裸、シャルロットがシャツとパンティだけを着けた姿で映っており物議を醸したが、シャルロットは『オブザーバー』による2010年1月のインタビューで「幸い、当時は全寮制の学校にいたから、この曲が大きなスキャンダルになっていたことは知らなかった」「私は（このスキャンダルから）守られていた」「この曲は父と娘の純粋な愛についての歌」といったコメントをしている。
「レモン・インセスト」は、シャルロットのアルバム『魅少女シャルロット』が1991年に再発された際に追加収録された。

## カヴァー
- ミック・ハーヴェイ『Intoxicated Man』において、英訳詞でカヴァーされた[3]。